# Умершие в январе 1999 года
Это список известных людей, соответствующих установленным критериям значимости (см. Википедия:Критерии значимости персоналий), умерших в январе 1999 года.
Причина смерти указывается лишь в исключительных случаях (убийство, самоубийство, гибель в результате военных действий, смертная казнь, ДТП или несчастные случаи). В остальных случаях — не указывается.
- 1 января — Виктор Соколов (87) — советский футболист, защитник, тренер. Заслуженный мастер Спорта СССР.
- 4 января — Анастасия Кетова (80) — врач, Герой Социалистического Труда.
- 5 января — Юозас Янкус (86) — советский литовский художник театра.
- 6 января — Борис Верижников (77) — Герой Советского Союза.
- 7 января — Николай Парфёнов (86) — советский и российский актёр театра и кино.
- 7 января — Виктор Соболев (83) — российский советский астрофизик, академик АН СССР.
- 7 января -- Романов, Ростислав Ростиславович (60) -- потомок рода Романовых, старший сын князя императорской крови Ростислава Александровича от первого брака, правнук императора Александра III,  праправнук императора Николая I.
- 8 января — Люсьена Овчинникова (67) — советская российская актриса театра и кино, заслуженная артистка РСФСР.
- 8 января — Вера Ивлева (55) — российская актриса театра и кино.
- 8 января — Адольф Педан (62) — украинский художник, художник-мультипликатор.
- 9 января — Борис Зозуля (72) — советский футболист, полузащитник.
- 9 января — Юрий Козлов (72) — русский советский писатель, прозаик.
- 9 января — Александр Руденко (79) — Герой Советского Союза.
- 10 января — Николай Леонов (65) — советский и российский писатель, автор детективных и шпионских романов, драматург и сценарист.
- 11 января — Фабрицио Де Андре (58) — итальянский автор-исполнитель, поэт; рак лёгких.
- 11 января — Берта Мэй Йоргенсен (94) — австралийская скрипачка, концертмейстер и музыкальный педагог.
- 11 января — Владимир Судаков (77) — Герой Советского Союза.
- 12 января — Герман Гоппе (72) — советский поэт, фронтовик, педагог.
- 13 января — Игорь Ахпашев (25) — российский офицер, старший лейтенант, танкист, участник Первой чеченской войны, Герой Российской Федерации (1995, посмертно); погиб в бою.
- 13 января — Владимир Баскаков (77) — советский и российский киновед, доктор искусствоведения, профессор; первый директор ВНИИ киноискусства (1973—1987).
- 14 января — Ежи Гротовский (65) — польский театральный режиссёр, педагог, теоретик театра.
- 14 января — Барат Габиб кызы Шекинская (84) — азербайджанская и советская актриса театра и кино.
- 16 января — Гавриил (Рамлауи) — епископ Антиохийской православной церкви.
- 16 января — Борис Лобовик (75) — советский и украинский религиовед и философ.
- 18 января — Василий Зиборов (75) — Герой Советского Союза.
- 21 января — Михаил Уржумцев (54) — советский и российский актёр театра и кино, заслуженный артист России (1998).
- 22 января — Яков Кулиш (94) — советский кинооператор.
- 22 января — Айтбек Бердалин (84) — советский государственный и партийный деятель, председатель Исполнительного комитета Чимкентского областного Совета (1962—1963).
- 23 января — Джей Артур Притцкер (76) — американский предприниматель, учредитель Притцкеровской премии (1979).
- 23 января — Алексей Сахаров (64) — советский российский кинорежиссёр.
- 23 января — Грэм Стэйнс — сожжённый индийцами заживо христианский миссионер.
- 24 января — Елена Добронравова (66) — советская актриса, заслуженная артистка РСФСР.
- 24 января — Суфий Суфьянов (84) — Герой Советского Союза.
- 24 января — Леонтий (Бондарь) (85) — митрополит Оренбургский и Бузулукский (РПЦ) с 1963 года.
- 25 января — Иосиф Бумагин (79) — Полный кавалер Ордена Славы.
- 25 января — Александр Фадеев (87) — Герой Советского Союза.
- 26 января — Фёдор Юрченко (82) — Полный кавалер ордена Славы.
- 28 января — Мкртич Нерсисян (88) — советский, армянский историк, академик НАН РА.
- 28 января — Сергей Фаткин (80) — Герой Советского Союза.
- 29 января — Еркин Ауельбеков (68) — советский и казахстанский государственный и общественный деятель, Герой Социалистического Труда.
- 29 января — Валерий Гаврилин (59) — советский и российский композитор, автор симфонических и хоровых произведений, песен, камерной музыки, музыки к кинофильмам.
- 29 января — Николай Пьянков (76) — Герой Советского Союза.
- 30 января — Борис Никитин (83) — один из основоположников методики раннего развития, педагогики сотрудничества.
- 30 января — Корнилий Черепанов (93) — Герой Советского Союза.
- 31 января — Иван Марьин (76) — Герой Советского Союза.
- 30 января — Светлана Савёлова (57) — советская российская актриса театра и кино.